# Los Glaciares Nemzeti Park
A Los Glaciares Nemzeti Park Argentína egyik legjelentősebb nemzeti parkja Santa Cruz tartományban, Patagóniában. 1981 óta a világörökség része.
Az 1937-ben alapított nemzeti park Argentínában a második legnagyobb 4459 km²-es területével. A neve arra az Andokban elterülő hatalmas jégtakaróra utal, amely 47 nagy gleccsert táplál, amelyek közül 13 az Atlanti-óceán felé áramlik. A világ más részein a  gleccserek legalább 2500 méter tengerszint feletti magasságban erednek, de itt ez a szint a jégtakaró nagyságának köszönhetően csak 1500 m magasságban található, s ahogyan leérnek a 200 m magasságig, útközben koptatják, mállasztják a hegység felszínét.
A jégkorszakban egész Patagóniát jég fedte, ebből napjainkra két jégtakaró maradt. Az kisebbik, északi Chile területén fekszik, a déli jégmező Argentína és Chile területén. Ennek hosszúsága 350 km, szélessége 40–60 km, területe 144 000 km², a déli féltekén a legnagyobb az Antarktiszon kívül. Neve Hielo Continental Patagónicó, Patagóniai szárazföldi jégtakaró. Argentínai része 3500 km².
A Los Glaciares olvadékvize két tavat táplál: az Argentino-tavat (1466 km², a legnagyobb Argentínában) délen és a Viedma-tavat (1100 km²) északon. Mindkét tó felesleges vizét a Santa Cruz folyó vezeti el, amely Puerto Santa Cruznál éri el az Atlanti-óceánt.
A jégmezőből merész sziklacsúcsok emelkednek ki, amelyeknek alakját a jégárak formálták. A nemzeti park részén emelkedő két legjelentősebb csúcs a  Cerro Torre (3128 m) és a Mount Fitz Roy (3375 m), mindkettő nagyon népszerű a hegymászók között.

A Spegazzini-gleccser "borjadzása": egy 100 m fal leszakadása

A déli részen vannak több kisebb gleccser között a fontosabb gleccserek, a  Perito Moreno-gleccser, az Upsala-gleccser és a Spegazzini-gleccser, amelyek az Argentino tóba ömlenek. A Spegazzini és az Upsala csak vízi úton érhető el, a Perito Moreno szárazföldön is.
A nemzeti parkban az erdőhatár 800 m magasságban van. Az erdők jellegzetes fái az örökzöld déli bükkfélék, a lenga és a guindo, amelyeknek magassága elérheti a 35–40 m-t. A Csendes-óceán felől érkező légáramlatokból a hegyek oldalán kicsapódik a pára, ezért a nemzeti park nagy részére a sztyeppei növényzet a jellemző. Az évi átlag hőmérséklet 7,5 °C. Az állatvilág képviselői a nandu, a guanakó, a szürke róka és a puma, akiknek létét a szarvasmarha-tenyésztés veszélybe sodorta, de a park területén biztonságban élnek. Több mint 1000 madárfaj él a területen, közöttük kondorkeselyűk, sasok, magellán-harkályok, patagóniai rigók, de csak 100-at regisztráltak. Az enyhébb éghajlatú területeken él a ritka chilei villásszarvas és a zuhatagi réce.